# Abbazia di Val Tolla
L'abbazia di Val Tolla, o abbazia di Valtolla, o abbazia di Tolla o monastero dei Santi Salvatore e Gallo di Val Tolla, fu un’abbazia benedettina di rilevanti dimensioni situata nei pressi di Monastero, frazione del comune italiano di Morfasso, in provincia di Piacenza, edificata nel VII secolo e definitivamente demolita al termine del XVIII secolo, la cui giurisdizione si estese per alcuni secoli su tutta l'alta val d'Arda.
Dopo secoli di oblio, viene considerata oggi dagli studiosi “un interessante caso di strumento di controllo politico‐militare e presidio religioso e assistenziale di una 'area di strada’, oggetto di continua protezione regia e uno dei primissimi esempi di eccettuazione monastica”.
Campagne di scavi hanno portato alla luce, nel sito archeologico di San Salvatore di Tolla presso la località Chiesa Vecchia della frazione Monastero del comune di Morfasso, i resti di tre edifici religiosi sovrapposti nel corso dei secoli, la cui struttura complessiva è ancora interrata in attesa di ulteriori campagne archeologiche.

## Storia

### Nascita dell'abbazia ed espansione verso Castell'Arquato
"Si fondò nel territorio e diocesi di Piacenza l'antichissimo Monastero della Abbatia di Tolla, che sin dal presente veggiamo, benché ridotto in commenda, ad onore del Salvator nostro eretto e del glorioso Apostolo Pietro, sotto la Regola e Ordine di San Benedetto"
Edificata in un luogo strategico dell’alta val d’Arda, in corrispondenza delle direttrici di traffico verso la Liguria come il passo del Pellizzone e la Bocchetta di Sette Sorelle, alternative al valico del monte Bardone che da Fidenza portava all’antica città di Luni e dove passava una stretta lingua di terra che collegava i rimanenti possedimenti bizantini in Emilia con quelli in Liguria, l’abbazia di Tolla fu edificata in un momento imprecisato del VII secolo, tra il 616 e il 680 secondo le fonti storiche disponibili, in un territorio delimitato a valle dal torrente Arda, a monte della località Collerino e ai due lati da Rio della Chiesa e Rio Caselle.
Fondata probabilmente come semplice ospizio o cappella privata dalla comunità siriaco-orientale in fuga dalle persecuzioni dei re longobardi, l’abbazia appare per la prima volta nelle fonti storiche in un documento scritto risalente all’anno 744, quando il re longobardo Ildelbrando la confermò al vescovo di Piacenza – a seguito dell’incendio che aveva devastato la città, distruggendone i documenti precedenti - insieme ai monasteri di Fiorenzuola d’Arda e Gravago. Nell'arco di poco meno di un secolo, quindi l'abbazia di Tolla era cresciuta di importanza - probabilmente in virtù della sua collocazione su un'area di confine allora strategica, tra il mondo longobardo e quello ligure-bizantino - al punto da passare dalla condizione di luogo di culto privato a monastero soggetto alla protezione regia, pur rimanendo sotto la giurisdizione canonica della diocesi di Piacenza (sotto la quale essa resterà ancora per più di un secolo, prima di passare alla diocesi milanese).
Dopo questa fugace, ma fondamentale apparizione nelle fonti storiche rimaste, le tracce dell’abbazia si perdono per quasi un secolo e mezzo, fatta eccezione per la registrazione di una commutazione avvenuta nell’826 tra l’abate Ansfrido di Nonantola e il vescovo Elmerico, al contempo abate di Tolla. Commutazione che, tuttavia, risulta essere di grande importanza per ricostruire la storia di Tolla poiché fotografa un momento di espansione dei possedimenti dell'abbazia dalla zona di origine, posta nell'alta valle dell'Arda, verso la più fertile pianura del basso corso del torrente, in direzione dell'abitato di Castell'Arquato.

### Protezione regia e indipendenza dalla diocesi di Piacenza
L’abbazia di Tolla acquisì un’importanza crescente a partire dal IX secolo quando l’ultimo degli imperatori carolingi, Carlo il Grosso re d’Italia, confermò la protezione regia del luogo di culto, apparentemente in diretta continuità con la protezione fornita dai re longobardi. In un documento, datato 21 dicembre 880, l'abbazia viene descritta esplicitamente come posta sotto la protezione del sovrano, e per la prima volta ne vengono elencati i possedimenti situati nelle località Cadinario, Legrolo, Adilio, Casanova e Vidriano. La riconferma della protezione regia fu, con ogni probabilità, una necessità determinata dalle possibili ingerenze del vescovo di Piacenza sui possedimenti dell’abbazia allora in piena espansione.
“Con l’ampio diploma di protezione imperiale di Carlo il Grosso, Tolla diventava a tutti gli effetti un monastero territorialmente indipendente dalla signoria del vescovo di Piacenza, i cui possessi confinavano con quelli del monastero”
Un ulteriore diploma regio, questa volta risalente al 903 e a firma del re d’Italia Berengario I, confermò la protezione della massima autorità secolare sull'abbazia di Tolla, a cui venne assegnato anche il castello di Sperongia, costruito a difesa dalle allora frequenti incursioni degli ungari e dei saraceni. Negli stessi anni, poco prima o poco dopo il diploma di Berengario, al “mundebundio” regio si aggiungeva la concessione dell’abbazia alla diocesi ambrosiana, rafforzando l’indipendenza di Tolla dalla locale diocesi di Piacenza. Un vero e proprio scambio, quello del passaggio di Tolla dalla diocesi piacentina a quella milanese, da ricondursi al ben più ampio movimento di scambi, alleanze e sostegno reciproco tra potere temporale e spirituale, dove il potere e l'autorità crescente dell'arcivescovo di Milano contribuiva in maniera determinante a sostenere l'incerta autorità dei re d'Italia nel contesto dell'avanzato stato di dissoluzione del fu impero carolingio.

### Limitazione del potere vescovile prima di Fleury e Cluny
La rilevanza non solo locale dell'abbazia di Tolla venne ulteriormente confermata, infine, da una bolla papale dell’ottobre 939 a firma di papa Stefano VIII, dove il monastero appare essere dedicato, oltre che al Salvatore, anche all’apostolo Pietro per sottolinearne il diretto collegamento con la sede apostolica. Tra i privilegi concessi dal Papa all'abbazia si aggiungeva infatti il divieto, imposto ai vescovi di Pavia, Piacenza e Parma, di ricevere le "chiese battesimali e le relative decime" al posto dell'abate di Tolla, cui venne concessa la facoltà di prendere il sacro crisma, di far consacrare i sacerdoti e le chiese della sua giurisdizione a qualsiasi vescovo, di giudicare i monaci del cenobio e di poter essere giudicato solo dalla sede apostolica.
Una scelta, quella di sottrarre il governo dell'abbazia alle ingerenze dei vescovi locali, che creò un forte precedente e che ha portato gli studiosi a ritenere quello dell'abbazia di Tolla “uno dei primi esempi di forte limitazione delle prerogative vescovili” in termini di gestione dell’ordine e di giurisdizione, precedendo di alcuni decenni i casi ben più noti di Fleury e Cluny.

### Massima espansione territoriale
Pur senza mai diventare uno stato a sé, la giurisdizione dell’abbazia di Val Tolla coincise per lungo tempo con un territorio dotato di ampia autonomia maturata attraverso un lento processo di acquisti, donazioni e legittimazioni imperiali e regie durato secoli. Nel momento di massima espansione territoriale, tra i secoli XI e XII, la giurisdizione dell’abbazia si estendeva per circa 250 km² e comprendeva i comuni e le frazioni di Morfasso, Olza, Sperongia, Pedina, Settesorelle, Vezzolacca, Monastero, Castelletto, Vernasca e Lugagnano, anche se l’incertezza sugli esatti confini permane e altrettanto la distinzione tra i possedimenti e i territori soggetti alla sola giurisdizione abbaziale.

Il processo di espansione terminò verosimilmente nei primi secoli del secondo Millennio, quando la giurisdizione della valle di Tolla consentiva all'abate e alla locale comunità monastica di esercitare nel territorio, a nome e per delega dell’impero, le funzioni pubbliche. Lungi dall’essere limitata agli uomini di chiesa, la tendenza all’autonomia da parte degli abitanti della val Tolla proseguì anche nel corso del XII secolo quando, durante le lotte comunali, il giovane comune di Piacenza impose anche nel territorio di Tolla la sua supremazia, sostituendo all’autorità abbaziale quella dei suoi consoli e magistrati.
“In quei frangenti, gli uomini della Valle di Tolla, emulando i piacentini, costruirono una loro Comunità di Valle – che resterà viva e attiva anche nei secoli seguenti con il nome di Universitas Communitatis et Hominum villarum Vallis Tollae – e costruirono nel castello di Sperongia un Palazzo del Popolo, poi diventato Palazzo del Podestà”

### Declino e sottomissione ai Visconti di Milano
Pur nella scarsità dei documenti e delle fonti storiche disponibili, è possibile far risalire l'inizio del declino ad alcune sentenza del tardo XII secolo di esito contrario agli interessi dell'abbazia: la prima, del 1191, in cui essa perse la giurisdizione della parrocchia di Macinesso in favore del vescovo di Piacenza, Tedaldo, e la seconda del 1192, in cui la chiesa del Castelletto eretta dall'abate di Tolla veniva attribuita alla giurisdizione dell'arciprete di Castell'Arquato, primi segnali di un arretramento territoriale che non si sarebbe ma più arrestato.
"Fondato il monastero con finalità di regio ospizio, la sua fortuna fu prima legata a quella dei re e degli imperatori d'Italia; indi a quella dei signori di Milano. Il silenzio diplomatico succeduto ai riscontrati segni di debolezza non può che confermarne il progressivo declino"
Ritornati gli abati, l’autonomia dell’abbazia e dalla valle non sopravvisse ancora a lungo: nel 1370 l’allora abate di Tolla, Luchino da Cella, sottomise il monastero e la comunità monastica alla protezione del duca di Milano e signore di Piacenza Galeazzo Visconti. Dopo essere stata feudo dei conti Rossi di Piacenza a partire dal 1445 e del conte Sforza di Santa Flora dal 1545, dal 1624 fino al 1804 l’abbazia di Tolla (o, meglio, quel che ne restava) e le terre del relativo feudo rimasero infine sotto il possesso degli Sforza e Sforza Cesarini, eredi di Mario Sforza, duca di Fiano.

### Fine dell'abbazia

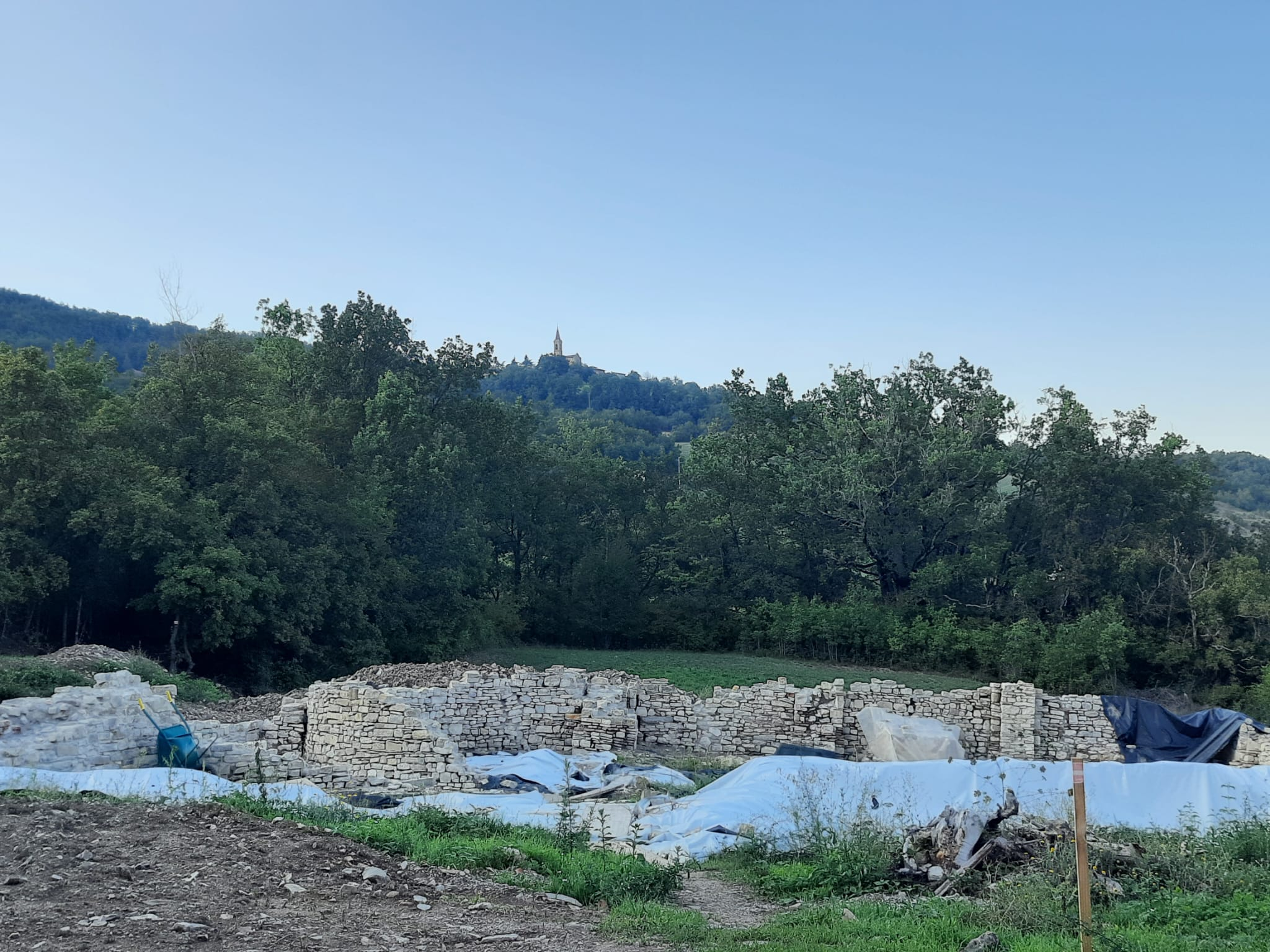
I resti dell'abbazia di Val Tolla.

"Quella celebre Badia, oggidì ridotta poco meno che a nulla, oltre al temporale dominio sopra tutta la Val Tolla, ed altre terre e castella ebbe per più secoli sotto la sua giurisdizione parecchie chiese e monisteri nel Piacentino, con il titolo di Priorati…"
Gli ultimi passaggi di proprietà andarono di pari passo, infatti, con una situazione sempre più critica dal punto di vista dell'integrità strutturale dell'edificio e della sopravvivenza della stessa comunità monastica, che la perdita dell’autonomia aveva con ogni probabilità contribuito a dissolvere. Nel 1492 morì l’ultimo abate dell’abbazia, frate Francesco Zanetti di Vallemozzolo, e con la sua morte se ne andò anche l’ultimo monaco benedettino ivi residente. Quarant’anni dopo la chiesa non era già più chiamata, nei documenti, “Ecclesia Monasteriii Sacti Salvatoris de Tolla”, come era sempre stato fin dalla sua fondazione, ma semplicemente “Ecclesia Sanctorum Salvatoris et Galli de Monasterio”, sancendo così il definitivo ripiegamento alla dimensione di parrocchia locale e periferica dell’abitato della frazione di Monastero.
Pur in assenza di descrizioni o raffigurazioni esatte, è stato possibile accertare in base agli atti notarili vergati al suo interno che l’abbazia di Tolla fosse un edificio religioso di dimensioni ragguardevoli, contenente – oltre alla chiesa – un chiostro, un porticato, un loggiato, una sala Magna, le stanze dell’abate, una sala capitolare, una sala per le udienze dell’abate, l’orto e una torre. A partire dalla metà del XV secolo il chiostro, il loggiato e il piazzale scomparvero dai documenti notarili, e solo la torre e la chiesa (probabilmente ricostruiti nel corso del XIV e XV secolo in concomitanza con la dedicazione dell’abbazia a san Gallo, che andò ad aggiungersi a quella tradizionale riferita al Salvatore e a quella - temporanea - riferita a san Pietro) rimasero accessibili fino al XVIII secolo inoltrato.

Nel 1765 l'edificio rimanente venne demolito per costruire una nuova chiesa di dimensioni più contenute. Come ebbe a scrivere il capitano Antonio Decaro nel 1805, quasi cinquant'anni dopo, nei suoi appunti di viaggio tra le vallate piacentine:
"Questa villa non è impropriamente chiamata il Monastero perché quattro secoli addietro eravene uno dei monaci Benedettini, i quali erano padroni di tutta questa valle [...] Di questo sopraccitato Monastero non si vede più alcun avanzo ai nostri giorni, fuorché una porzione di campo ov'era situato, il quale oggimai è stato assorto dalle lavine che divallano nel menzionato rio della Rocca, il quale scorre alla destra a poca distanza dalla chiesa parrocchiale. Il parroco attuale e qualche vecchio abitante m'indicarono il luogo ove esisteva, come pure il campo ove trovarsi il pozzo, opera non da privati a quest'altezza"
Il destino dell'antico luogo di culto, frequentato ininterrottamente per oltre un millennio, era ormai segnato: constata la persistente pericolosità del territorio, soggetto da tempo immemore a frane e smottamenti, nel 1891 anche la chiesa settecentesca venne definitivamente demolita e i resti sarebbero rimasti sepolti per oltre un secolo nella vegetazione circostante. Solo i resti del pozzo e del canale in pietre attraverso cui l'abbazia si procurava l'acqua potabile dalle sorgenti di Tollara erano ancora visibili all'inizio del Novecento, secondo le ultime testimonianze raccolte dallo studioso Jesini durante il suo fondamentale lavoro di riscoperta.

## Campagne archeologiche e ritrovamento dei resti
La progressiva espansione dei possedimenti e della giurisdizione dell’abbazia di Tolla portarono, in un momento imprecisato dell’Alto Medioevo e fino agli ultimi secoli di attività del monastero, alla denominazione diffusa del territorio dell’alta valle dell’Arda col il nome, successivamente non più in uso, di valle di Tolla. Non è ancora stato possibile individuare con esattezza la località o l’abitato di Tolla, da cui l’abbazia avrebbe potuto verosimilmente prendere il nome in occasione della sua fondazione nel VII secolo: scarsissimi i riferimenti al toponimo nelle fonti storiche, dal privilegio di Ugo e Lotario del 936 fino all’ultimo documento che ne fa menzione e risalente al 1323.

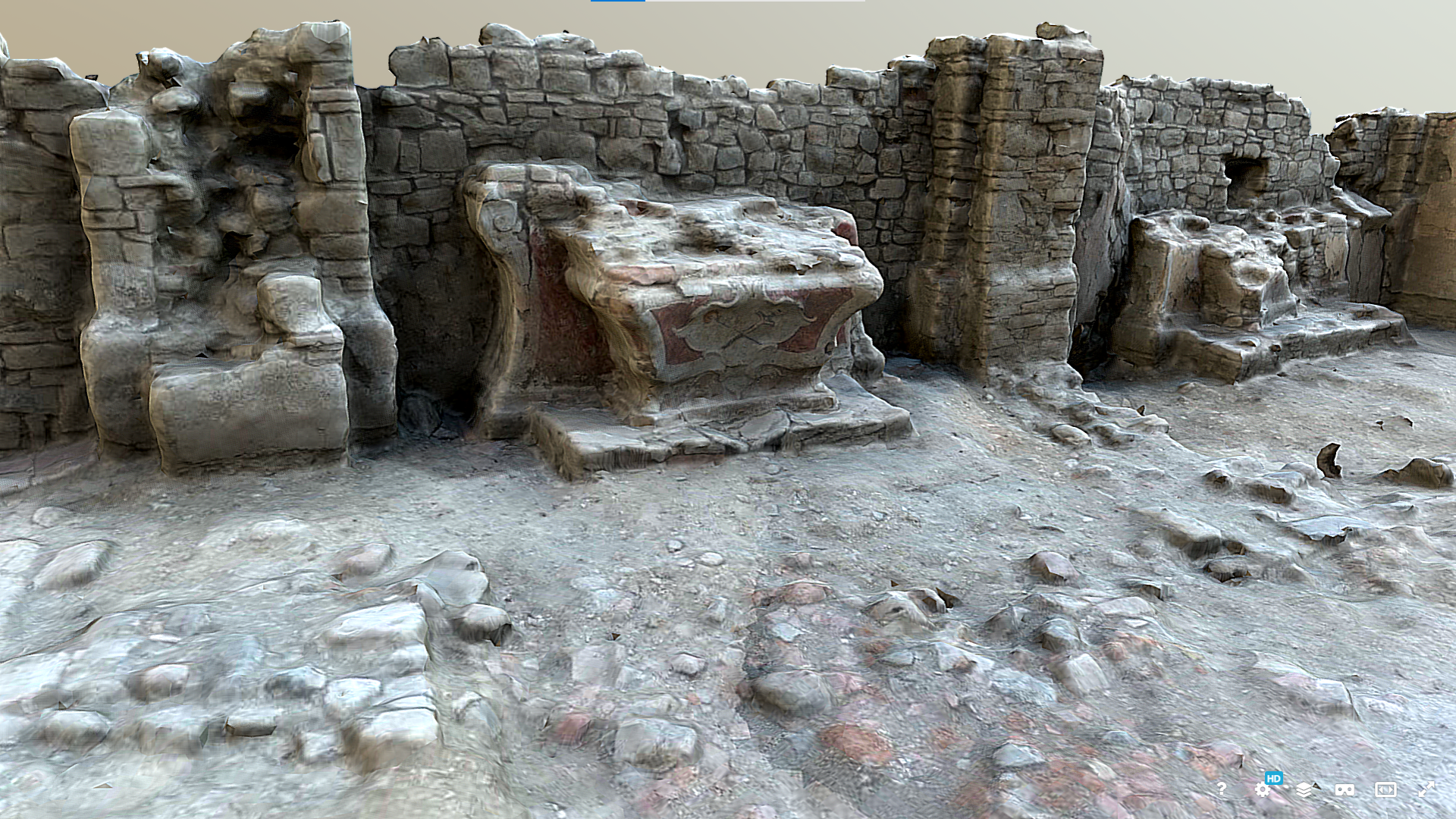
Ricostruzione in 3D dell'abbazia

Nel corso del tempo, con la rovina e la demolizione degli ultimi resti dell’abbazia e degli edifici religiosi che ne avevano preso il posto, anche l’uso del toponimo venne meno, al punto che il territorio e le comunità sorte nelle immediate vicinanze dell’antico monastero finirono per assumere il nome proprio di Monastero, divenuta poi frazione di Morfasso, sostituendosi a quello, antichissimo, di Tolla.
Solo nel 1976 il sito venne nuovamente individuato con esattezza negli estimi catastali da Angelo Jesini, e solo nel 1997 fu organizzato un primo sopralluogo dai funzionari dell'allora Soprintendenza Archeologica Emilia Romagna.
La riscoperta "archeologica" dell'abbazia di Val Tolla cominciò infine dieci anni più tardi, nel 2007, quando furono condotti i primi sondaggi archeologici, sotto la direzione congiunta della Sovrintendenza Archeologica dell'Emilia-Romagna e dell'Università degli Studi di Parma, portando al rinvenimento dei muri perimetrali, oltre che di pietre lavorate finemente di tipo romanico, un frammento di colonnina, frammenti di ceramica grezza filettata databile ai secoli IX-X e XIIII e di un altare.
Un'ulteriore campagna archeologica, condotta nel 2008, confermò che le strutture più recenti di epoca moderna erano state collocate su fasi precedenti e riconducibili all'età medioevale, tra cui la torre vecchia, che condivideva con la chiesa edificata nel XVIII secolo almeno un muro perimetrale. Nel corso della campagna di scavo del 2008 prese piede l'ipotesi che le abitazioni sorte nelle immediate vicinanze dell'abbazia di Tolla erano state, con ogni probabilità, abbandonate già dopo il Trecento, in concomitanza con la fine dell'autonomia e la partenza degli ultimi monaci residenti.
Gli ultimi scavi, compiuti a partire dal 2017 sotto la direzione dell'archeologo Luca Fornari, accompagnati da accurati interventi di pulizia e rilievo topografico, hanno consentito di riportare definitivamente alla luce i resti della chiesa del XVIII secolo, con canonica annessa, e parte dell'edificio risalente all'epoca medioevale, senza tuttavia individuare con certezza i resti del cenobio originale. Da uno dei sondaggi effettuati nella parte più a nord del pianoro sono stati rinvenuti, tuttavia, i resti di una capanna realizzata nel pieno Medioevo, come dimostrerebbe il ritrovamento di un denaro d'argento di Ottone III: questa moneta, insieme ad alcuni frammenti di catini coperchio, è tutto ciò che è possibile attribuire all'epoca dell'originaria abbazia di Val Tolla.

Come ricordato dallo stesso Luca Fornari, infine, l'area di scavo ha indagato finora solo una parte della zona circostante e proprio alcuni resti di mura e di materiale ceramico potrebbero guidare le future campagne di scavo nel punto in cui potrebbe essere sepolto, da oltre mezzo millennio, l'antico Monastero:
"Nella parte bassa, a est del pianoro, si trovano imponenti muri che, a partire dall'Ottocento, hanno ospitato il cimitero pertinente della chiesa, tanto da attribuire a questa zona la definizione di Cimitero Vecchio. Tuttavia è evidente - anche solo a uno sguardo superficiale - che murature così imponenti non sono sorte con quella funzione. Le dimensioni e la presenza di buche pontaie sul parametro esterno suggeriscono sviluppo e dimensioni di notevole grandezza. Di esse rimane solo una traccia frammentaria che merita futuri sviluppi di indagine"